# Urstein (Gemeinde Puch bei Hallein)
Urstein ist ein Weiler in der Gemeinde Puch bei Hallein im Bezirk Hallein im Salzburger Land in Österreich.

## Geographische Lage
Urstein liegt im Süden der Stadt Salzburg und im Norden des Ortsteils Puch, zugehörig zur selben Gemeinde.

## Verkehr
Urstein wird durch die Halleiner Landesstraße mit einer hochrangigen Straße erschlossen und durch den kleinen Verkehrsknoten Puch Urstein mit Regional- und S-Bahn-Verkehr der S-Bahn Salzburg sowie dem Autobusverkehr, betrieben von ÖBB-Postbus und Blaguss, versorgt.

## Infrastruktur
An der Salzach befindet sich das 1971 errichtete Wasserkraftwerk Urstein der Salzburg AG. Zwei Kaplanturbinen erzeugen bei einer Fallhöhe von circa elf Metern durchschnittlich 120 Gigawattstunden (GWh) elektrische Energie. 2010 wurde eine bereits 2004 errichtete Fischtreppe in Betrieb genommen.

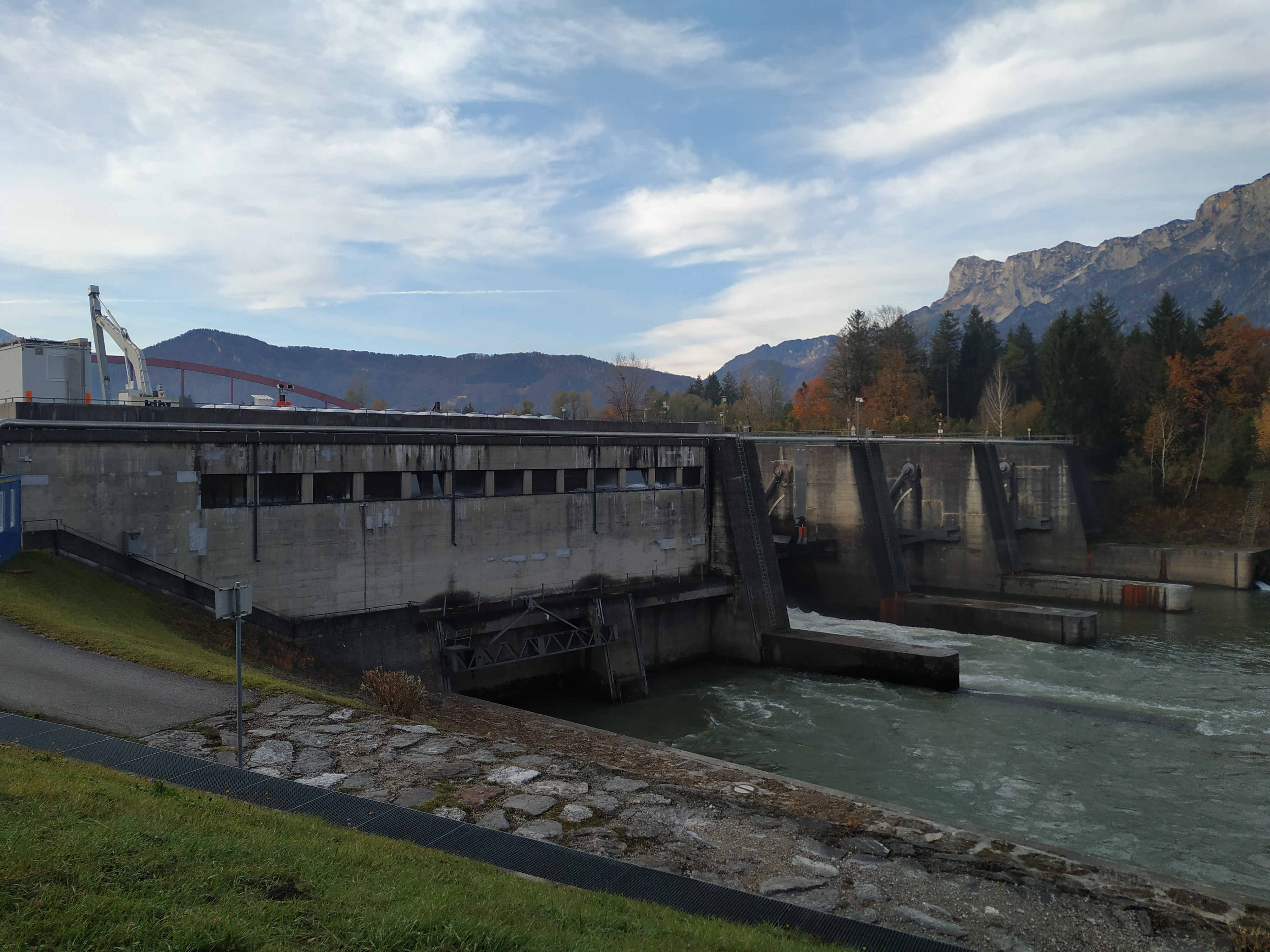
Wasserkraftwerk Urstein

Urstein ist neben Kuchl einer der Standorte der Fachhochschule Salzburg. Neben dem 2005 eröffneten Neubau wird auch die Meierei des Schlosses Urstein für Studienzwecke genutzt. Der Campus ist mit der S-Bahn-Haltestelle durch einen Tunnel unterhalb der Durchzugsstraße verbunden und ermöglicht den 2000 Studenten (Stand 2020) einen barrierefreien Zugang.
Von 1971 bis 1977 befand sich nördlich der Fachhochschule ein Hausmülldeponie, die von März 2003 bis März 2004 saniert wurde. Auf dem freigewordenen Gelände wurde ab Oktober 2011 – mit dreijähriger Unterbrechung – der Wissenspark Salzburg Urstein errichtet. Ab Sommer 2018 war der Bezug möglich.
Nördlich des Wissensparks befindet sich die von 2013 bis 2015 errichtete Justizanstalt Salzburg. Bei einer Belagskapazität von 227 Haftplätzen wird ein moderner und zukunftsorientierter Strafvollzug angestrebt.